# Anthias helenensis
Anthias helenensis är en fiskart som beskrevs av Masao Katayama och Amaoka, 1986. Anthias helenensis ingår i släktet Anthias och familjen havsabborrfiskar. Inga underarter finns listade i Catalogue of Life.